# Kalînivka, Poliske
Kalînivka (în ucraineană Калинівка) este un sat în comuna Steșciîna din raionul Poliske, regiunea Kiev, Ucraina.

## Demografie
Componența lingvistică a localității Kalînivka
     Ucraineană (99,07%)
     Alte limbi (0,93%)
Conform recensământului din 2001, majoritatea populației localității Kalînivka era vorbitoare de ucraineană (99,07%), existând în minoritate și vorbitori de alte limbi.